# Сальвадор Кабесас
Сальвадор Кабесас (ісп. Salvador Cabezas, нар. 28 лютого 1947, Сан-Сальвадор) — сальвадорський футболіст, що грав на позиції нападника.

## Клубна кар'єра
У дорослому футболі дебютував 1965 року виступами за команду «Атлетіко Марте», з якою став чемпіоном Сальвадору 1968/69. Надалі грав у клубах «Адлер Сан Ніколас» та ФАС.

## Виступи за збірну
1968 року дебютував в офіційних матчах у складі національної збірної Сальвадору.
Кабесас представляв Сальвадор на Олімпійських іграх 1968 року у Мехіко, де зіграв у двох матчах — проти Угорщини та Гани.
У складі національної збірної Сальвадору був учасником чемпіонату світу 1970 року у Мексиці, на якому зіграв у всіх трьох матчах — проти Мексики, Бельгії та СРСР.
Загалом протягом кар'єри у національній команді, яка тривала 4 роки, провів у її формі 26 матчів.

## Титули і досягнення
- Чемпіон Сальвадору (3):

«Атлетіко Марте»: 1968/69